# 파인 잼
주식회사 파인 잼(일본어: 株式会社パインジャム 가부시키가이샤 파인자무[*], 영어: PINE JAM INC.)은 2015년 7월 3일 설립된 일본의 애니메이션 제작사이다.
에이트 비트에서 《야마노스스메 세컨드 시즌》, 《왈큐레 로만체》 등의 애니메이션 프로듀서를 맡은 무카이토게 카즈키에 의해 2015년 7월 3일에 설립되었다.
이 회사가 처음 제작 원청을 담당한 작품은 2016년 1월부터 방송된 쇼트 애니메이션 《마법소녀 따위 이제 됐으니까.》로, 같은 해 10월부터 방송된 속편도 계속 다루었다. 또, 같은 해 10월 10일에는 유튜브에서 Web 한정 애니메이션 《월요일의 타와와》를 제작에 배포하고, 같은 날 중 가이드라인 저촉을 이유로 삭제되는 사태가 일어나 애니메이션 팬 사이에서 큰 화제가 되었다.
2017년 7월에는 30분 애니메이션 및 소설 원작의 제작 원청 작품이 되는 《게이머즈!》가 방송되었고, 같은 해 10월에는 첫 오리지널 작품 《Just Because!》도 다루며 활약의 장을 넓히고 있다.

## 작품

### TV 애니메이션
- 마법소녀 따위 이제 됐으니까. (2016년)
- 마법소녀 따위 이제 됐으니까. 세컨드 시즌 (2016년)
- 게이머즈! (2017년)
- Just Because! (2017년)
- 글레이프니르 (2020년)
- 가극 소녀!! (2021년)
- Do It Yourself!! -두 잇 유어셀프- (2022년)
- 쿠보 양은 나를 내버려두지 않아 (2023년)
- Paradox Live THE ANIMATION (2023년)
- 공주님 "고문"의 시간입니다 (2024년)

### OVA
- 호오즈키의 냉철 (2019년)

### Web 애니메이션
- 월요일의 타와와 (2016년)